# JT International Germany
Die JT International Germany ist ein in Trier ansässiger Tabakwarenhersteller und zugleich die deutsche Niederlassung des japanischen Tabakkonzerns Japan Tobacco. Das Deutschlandgeschäft umfasst die Marktorganisation in Köln und die Produktionsstätte in Trier. Dort sind insgesamt rund 1.800 Mitarbeiter  beschäftigt.
Der Konzern Japan Tobacco International (JTI) mit Hauptsitz in Genf (Schweiz) umfasst das internationale Tabakgeschäft von Japan Tobacco Inc., dem drittgrößten Tabakproduzenten der Welt. 2013 verkaufte JTI weltweit 416,4 Milliarden Zigaretten, was einem Nettoverkaufserlös von 12,273 Milliarden USD entspricht.

## Geschichte
Die Geschichte von JTI Germany geht bis in die Mitte des 19. Jahrhunderts zurück, als Johann Neuerburg um 1850 den ersten Tabak in Wittlich an der Mosel anpflanzte und 1866 eine Rauchtabakfabrik eröffnete. Das Unternehmen wuchs schnell und hatte 1900 bereits 600 Beschäftigte. Nach dem Tod des Gründers übernahmen seine Kinder das Geschäft und wählten Haus Neuerburg als Firmennamen.
Am 18. Mai 1908 startete die Zigarettenfertigung in Trier. 20 Jahre später beschäftigte Haus Neuerburg bereits 7000 Mitarbeiter und führte als eine der Hauptmarken die noch heute bekannte Zigarettenmarke Overstolz. 1960 kaufte R. J. Reynolds, der damals führende US-amerikanische Tabakhersteller, zunächst die Mehrheit von Haus Neuerburg, um das Unternehmen neun Jahre später komplett zu übernehmen. Durch R.J. Reynolds kamen die Marken Camel und Winston in das Unternehmen.
1999 wurde JTI gegründet, als Japan Tobacco Inc. das internationale Tabakgeschäft von R. J. Reynolds erwarb. 2007 wurde Gallaher (eines der FTSE-100-Unternehmen und das damals fünftgrößte globale Tabakunternehmen) von Japan Tobacco Inc. übernommen. Dies stellte zum damaligen Zeitpunkt die größte Übernahme durch ein japanisches Unternehmen im Ausland dar.
Die JT Group kaufte 2009 Tribac Leaf Limited, ein Unternehmen, das Tabak aus Afrika und Asien bezieht, und die brasilianischen Firmen Kannenberg, einen Tabakhersteller, sowie KBH&C, die Kannenberg-Produkte vertreiben.
Heute ist Japan Tobacco International der global drittgrößte Tabakproduzent und umfasst mit Camel, Winston und Mild Seven, drei der fünf erfolgreichsten Tabakmarken der Welt.

## Standort Deutschland

### Marktorganisation Köln
Die Marktorganisation Köln umfasst die Unternehmensbereiche Marketing, Kommunikation, Vertrieb und Telefonverkauf sowie weitere unterstützende Dienstleistungsfunktionen.
Rund 150 Mitarbeiter der Außendienst-Organisation sind national damit beschäftigt, die Kundenkontakte beim Groß-, Fach- und Lebensmittelhandel zu pflegen.

### Produktionswerk Trier
Das Werk Trier produziert jährlich über 50 Milliarden Zigaretten, die in Deutschland und vielen weiteren Ländern vertrieben werden. Von Trier aus gehen Filterstäbe, Schnitttabake und fertige Blatttabakmischungen an andere JTI-Werke.
Technologisch hat sich das Werk permanent weiter entwickelt. Produzierte eine Maschine im Jahr 1973 4.000 Zigaretten pro Minute, so liegt der Ausstoß heute bei 20.000.

## Marken
Die aktuellen Tabakmarken am deutschen Markt:
- Benson & Hedges
- Camel
- Club
- M
- Mercedes de Luxe
- American Spirit
- Nil
- Old Holborn
- Overstolz
- Reyno
- Ronson
- Silk Cut
- Tawa
- Winston